# Giovanni Lorenzo Baldano
Giovanni Lorenzo Baldano (Savona, 13 ottobre 1576 – Savona, 2 febbraio 1660) è stato un poeta e magistrato italiano, figlio del nobile Giovanni Battista Baldano di Pasquale e di Catarinetta Giustiniani di Lorenzo.

## Biografia
Nulla si sa dei suoi anni giovanili mentre dai documenti d'archivio risulta che ricoprì numerosi incarichi pubblici fino alle supreme magistrature cittadine, cioè i Razionali (1629, 1634, 1641) e gli Anziani (1640, 1643): «uno splendido stato di servizio, che fa testimonianza del suo civismo e della stima ond'era circondato dai suoi concittadini» (Noberasco).
Giovanni Lorenzo Baldano si occupò anche di letteratura, di poesia e di musica; probabilmente fu amico del poeta savonese Gabriello Chiabrera, del quale possedeva scherzi e madrigali manoscritti e inediti, che furono pubblicati nel secondo volume delle Rime del Chiabrera a cura di Giovanni Battista Belloro (Livorno, Bertani, Antonelli e C., 1841). Lo stesso Belloro pubblicò nel 1843 altre due canzoni ed un madrigale del Chiabrera in dialetto genovese, sempre da un manoscritto del Baldano.
Il Noberasco gli attribuisce la composizione di alcuni sonetti, madrigali e idilli, che «scrisse nelle pagine libere di una "Miscellanea" di comedie del tempo, posseduta dalla civica Biblioteca savonese»: tali componimenti - alcuni forse suoi, altri invece desunti da fonti coeve - costituiscono una specie di canzoniere.
Del Baldano sopravvivono inoltre diversi volumi provenienti dalla sua biblioteca personale, che evidentemente fu smembrata alla sua morte dato che libri con il suo nome o sue annotazioni si ritrovano in buon numero sia nella Biblioteca del Seminario sia nella Biblioteca Civica "A.G. Barrili" di Savona. Tali volumi sono facilmente identificabili, poiché recano sempre sue annotazioni unitamente ad un richiamo amoroso verso una donna indicata con le iniziali C.M.C. o C.M.S o con segni crittografici (v. oltre).

## Discografia
- Giovanni Lorenzo Baldano (1576-1660), Il libro della Sordellina (Savona 1600), Reichelsheim, Verlag der Spielleute (CD 9903), 1999.
- Lirum li tronc. Sordellima, Colascione, Buttafuoco in Renaissance Naples, Milano, Stradivarius (STR 33741), 2009.
- "Tempi di Sfessania", musica della Commedia dell'Arte. Salon de Musiques, Max Research, 2011